# Котвиска
Котвиска — река в России, протекает по Мезенскому району Архангельской области. Устье реки находится в 46 км по правому берегу реки Рочуга. Длина реки составляет 45 км.

## Данные водного реестра
По данным государственного водного реестра России относится к Двинско-Печорскому бассейновому округу, водохозяйственный участок реки — Мезень от водомерного поста деревни Малонисогорская и до устья. Речной бассейн реки — Мезень.
Код объекта в государственном водном реестре — 03030000212103000049194.